# Martinčič
Martinčič je priimek več znanih Slovencev:
- Albin Martinčič (1900—1982), rimskokatoliški duhovnik in zvonar
- Andrej Martinčič (*1935), botanik, rastlinski ekolog, univ. profesor
- Anton Marti (Martinčić /Martini) (1923—2004), hrvaško-slovenski režiser (gledališče, radio, TV) in igralec
- Anton Martinčič, veteran vojne za Slovenijo
- Boža Pustovrh Martinčič, letalka
- Cvetka Tropenauer Martinčič, nekdanja direktorica Občinske knjižnice Jesenice
- Fanika Martinčič (*1954), organistka
- Janez Ev. Martinčič, nabožni pisatelj
- Maša Martinčič (*1949), kulturna menedžerka
- Miroslav Martinčič (1882—1944), brigadni general starojugoslovanske vojske, Maistrov borec, poveljnik zaledja Dravske divizije v Ljubljani
- Peter Martinčič (*1979), operni pevec basist
- Rafael Martinčič, jedrski fizik
- Tatjana Martinčič, knjižničarka